# 永井里菜
永井 里菜（ながい りな、1992年10月19日 - ）は、日本の政治家。元さいたま市議会議員（1期）。過去、永井 里奈（ながい りな）の芸名で芸能活動した元グラビアアイドル。女性アイドルグループ・G☆Girlsの元メンバー、BLESSの元メンバー。

## 来歴
東京・表参道でスカウトされたことがきっかけで芸能界デビュー。活動初期はアルファコアに所属し、舞台活動などを経て2011年4月、アイドルグループ「BLESS」の結成に加わる。同年11月、1stイメージDVDが発売され、グラビアアイドルとして本格的に活動を開始。
2012年11月、ウェスタに移籍。
2013年2月、「ミスFLASH2013」 グランプリに選ばれる。
同年3月に「G☆Girls」のオーディションに合格し3期メンバーとして活動開始。
BLESSとは兼任となっていたが、2014年1月にBLESSの実質的な解散（後にメンバー全員を入れ替え再始動）に伴い同グループでの活動は終了した。
2018年9月16日、G☆Girls（ジー・ガールズ）は解散し同グループでの活動は終了した。
2019年、オーストラリアクイーンズランド大学ICTE留学。
2020年10月19日、自身のTwitterで事務所を円満退社した事、芸名を「永井里菜」から「永井里奈」に改名した事を報告した。
知人だった議員秘書から「衆議院選があるから手伝ってみませんか?」と言われ、2021年に立候補した杉村慎治の選挙、2022年の参議院選に立候補、当選した高木真理の手伝いを行った。そこで、ビラ配りをしていると様々な方の声が聞けて、困っている人が多いことに改めて気づき、地域社会に貢献する仕事がしたいとの思いを強め自身が住むさいたま市北区が選挙区の枝野幸男事務所の門を叩いた。
2022年10月26日、立憲民主党所属で衆議院議員の枝野幸男が総支部長を務める埼玉県第5区総支部でさいたま市北区市政担当の政策委員として活動していること、2023年に予定されている統一地方選挙で同地区からさいたま市議に立候補する予定であることが報じられた。すでにグラビアアイドルは引退しており、芸能界も引退する方向で考えていることが明らかになった。
立候補を表明し、政治活動を始めると、永井が「水着の仕事をしていた」「グラビアアイドルであった」「性を売りにしていた」などという声が出た。さいたま市議会の一部の議員からも「選挙前にグラビアアイドルのような性を売りにしていた人間が議員になるのはおかしい」とする請願が出された。請願は否決されたが、永井に対するネガティブキャンペーンが選挙ギリギリまで続けられた。前述の議員は、その証拠として永井のDVDや写真集を購入し、議会で他の議員に見せたりした。さらに請願には、「（永井が）アダルトDVDに出て、作品の中で複数の男性に胸を揉ませ臀部を触らせている」などといった誹謗中傷も書かれた。同じ内容のチラシが永井の立候補予定の選挙区(さいたま市北区)に全戸配布された。
2023年3月31日、さいたま市議会議員選挙（北区選挙区）に出馬し、同年4月9日、投開票の結果、得票数3213票、定数7人中7位(立候補12人)で初当選を果たす。
2023年12月4日、令和5年12月定例会一般質問にてひとり親家庭への支援策拡充など6項目の質問を行った。質問のうち、ひとり親家庭への支援策として養育費が支払われないときに市が最大3か月分（上限月額5万円）を立て替える「さいたま市養育費立替支援事業」が2024年5月に開始した。
2025年8月5日、一部週刊誌報道を受け、自身のFacebookにおいて立憲民主党からの離党を報告した。同月12日、議員辞職願を提出し翌13日辞職が許可され、同日自身のFacebookにて議員辞職を報告した。

## 人物
- 特技は、柔軟体操・側転[23]。第7作のDVDまでジャケットで毎回Y字バランスを披露[24]、2013年9月29日放送の『有吉反省会』（日本テレビ）で「ポーズがワンパターン」と反省した[25]。
- 母子家庭で育ち、知的障害を持つ叔母の介護をしていたヤングケアラーとしての経験から、障害者福祉や子育て支援、貧困支援などに力を入れて行きたいと語っている[26]。

## 出演

### テレビ番組
- odaibaTV（東京まっくす土曜日、BLESS-TV） - レギュラー出演[27]
- 女子ラボ.TV（KBS京都）
- マジすか学園2（2011年、テレビ東京） - チームハブ 役
- ツボ娘（2013年4月10日、TBS）
- 鎧美女 #45（2018年10月31日〈30日深夜〉、フジテレビONE）- 甲冑：黒田官兵衛
- VR美女 第2回（フジテレビONE）

### 舞台
- アイランドインザサン（2011年5月14日・15日、シアターグリーン BOX in BOX THEATER、作・演出：宮城陽亮） - クラリス 役（GREEN CAST）[28]
- 夢への片道切符（2011年1月14日 - 16日、キンケロシアター、作・演出：立花里美 / 振付：佐々木麻美）
- アリスインプロジェクト「パラダイスロスト[29] 」（2012年2月1日 - 6日、シアターKASSAI） -  須藤カナエ 役（星組）
- Ann&Mary「Pirates of the Desert 2 〜アカツキ国の牢獄〜」（2014年10月1日 - 5日、シアターグリーン BIG TREE THEATER） - 10月2日日替わりゲスト
- ハイスクールふじ舞台「アイドル×芸人学園」（2015年11月27日 - 29日、シアターグリーン BASE THEATER）

### ウェブテレビ
- グラドルデリバリー箱（2018年1月、360Channel）VR作品[30]

### 広告
- ジラフ *ヒカカク！ CF
- ファニチャーエクスプレス CF
- イエローハット CF - 川村海乃・保﨑麗と共演
- ACジャパン CF
- アクエリアス CF
- JDB CF
- JX CF

## 作品

### DVD
※タイトル太字はBD版のあるもの
- シンデリーナのはじめてのチュ -桃恋-（2011年11月30日、M.B.D メディアブランド）
- シンデリーナのときめき -桃恋-（2012年2月17日、M.B.D メディアブランド）
- シンデリーナのお遊びタイム（2012年3月16日、M.B.D メディアブランド）
- Rina Rhythm（2012年5月25日、エスデジタル）
- Pure Smile（2012年8月31日、竹書房）
- シンデリーナの恋する予感（2012年11月23日、M.B.D メディアブランド）
- 丸ごとシンデリーナ 5枚組コンプリートパック（2013年1月25日、M.B.D メディアブランド）
- ミスFLASH2013 永井里菜（2013年4月19日、イーネット・フロンティア）
- Love Rina（2013年8月22日、ギルド）
- 夏色（2013年12月20日、竹書房）
- ふんわり〜な（2014年3月20日、ラインコミュニケーションズ）
- ロリ〜ナ（2014年6月27日、晋遊舎）
- kiss 〜ご主人様へ〜（2014年9月25日、イーネット・フロンティア）
- 大好きだょ（2014年12月15日、ラインコミュニケーションズ）
- 純粋乙女（2015年3月20日、竹書房）
- ぷるりな日記☆（2015年6月20日、ラインコミュニケーションズ）
- 秘密のデート（2015年10月23日、グレイトワークス）
- 秘密のデート 〜裏バージョン〜（2015年11月27日、グレイトワークス）
- 思い出のアルバム（2016年4月29日、グレイトワークス）
- 思い出のアルバム 〜裏バージョン〜（2016年6月24日、グレイトワークス）
- 黄昏ダイアリー（2016年11月17日、 ギルド）
- 君がいたから（2017年4月17日、 双葉社）
- りなベイビー（2017年7月20日、ラインコミュニケーションズ）
- 夏恋花火（2017年10月20日、竹書房）
- きらりな（2018年2月17日、双葉社）
- ずっと。（2018年5月23日、イーネット・フロンティア）
- Cure×Rina（2018年9月20日、ラインコミュニケーションズ）

### CD
- G☆Girls 「Shining Days（c/w ほしいのに、YOU）」（2013年7月24日発売、South to North Records ）
- G☆Girls「FIVE COLOR（c/w Mirror Mirror）」（2014年3月19日発売、South to North Records）
- G☆Girls「RAINMAKER（c/w RED LIGHT GREEN LIGHT）」（2014年11月26日発売、South to North Records）
- G☆Girls「ダイヤモンドラブ（c/w FURACHI）」（2017年3月3日発売、tokyo torico ）
- G☆Girls「熱っ波っ波（c/w TOKYOシンデレラ）」（2017年8月23日発売、tokyo torico）
- G☆Girls「Raise a Flag（c/w 春の風が吹く街に）」（2018年3月14日発売、tokyo torico）

### 写真集
- Rinaism（2018年1月17日、双葉社、撮影：篠原潔）ISBN 978-4575313314